# Kabala, Estland
Kabala är en by (estniska: küla) i centrala Estland. Den ligger i Türi kommun och landskapet Järvamaa, 100 km sydost om huvudstaden Tallinn. Kabala ligger 66 meter över havet och antalet invånare är 366.
Terrängen runt Kabala är mycket platt, och sluttar söderut. Vid byn ligger våtmarken Retla raba som avvattnas av vattendragen Räpu jõgi och Arussaare jõgi. Runt Kabala är det mycket glesbefolkat, med 7 invånare per kvadratkilometer. Närmaste större samhälle är Türi, 17 km nordväst om Kabala. Omgivningarna runt Kabala är en mosaik av jordbruksmark och naturlig växtlighet.
Trakten ingår i den hemiboreala klimatzonen. Årsmedeltemperaturen i trakten är 2 °C. Den varmaste månaden är juli, då medeltemperaturen är 18 °C, och den kallaste är februari, med −11 °C.